# Báo và phát thanh, truyền hình Hải Phòng
Báo và phát thanh, truyền hình Hải Phòng là cơ quan truyền thông báo chí trực thuộc Thành ủy Hải Phòng.

## Lịch sử
- Đài thành lập ngày 1 tháng 9 năm 1956, với tên gọi "Đài Truyền thanh Hải Phòng".
- Năm 1978, đài đổi tên thành "Đài Phát thanh Hải Phòng".
- Năm 1984, đài phát sóng chương trình truyền hình màu đầu tiên trên kênh tần số 10 VHF.
- Năm 1985, đài chính thức mang tên đầy đủ là Đài Phát thanh - Truyền hình Hải Phòng.
- Năm 1997, HTV hợp tác phát sóng kênh HTV9 trên analog tại Hải Phòng. Năm 1998, phát sóng kênh HTV7.
- Tháng 10 năm 1999, BTV hợp tác phát sóng kênh BTV trên analog tại Hải Phòng.
- Năm 2000, kênh THP chuyển sang phát sóng trên tần số 28 UHF. Đồng thời, đài thực hiện tiếp sóng tín hiệu từ vệ tinh chương trình VTV3 trên kênh 8 VHF, VTV1 trên kênh 10 VHF và VTV2 trên kênh 38 UHF.
- Năm 2003, chính thức Số hóa kênh THP theo chuẩn DVB-T và phát sóng kênh 38 UHF theo Quyết định 192/2003/QĐ-BBCVT. Đây là Đài Truyền hình thứ hai thực hiện việc Số hóa truyền dẫn phát sóng theo sau Đài Truyền hình Thành phố Hồ Chí Minh. Ngoài kênh THP thì trên kênh 38 UHF còn phát sóng thêm 8 kênh là VTV1, VTV3, HTV7, HTV9, BTV1, BTV2, ĐN1-RTV và HanoiTV1.
- Năm 2005, trang thông tin điện tử của đài ở địa chỉ www.thp.org.vn chính thức đi vào hoạt động.
- Năm 2008, lên sóng kênh HanoiTV2, THVL1 và TN1 trên kênh 38 UHF. Đồng thời ngừng sóng analog các kênh HTV7, HTV9 và BTV1.
- Ngày 19 tháng 5 năm 2007, phát sóng kênh THP trên Hệ thống truyền hình số mặt đất của VTC.
- Ngày 03 tháng 01 năm 2010, tái phát sóng analog kênh HTV9, Star Sports và ESPN trên kênh 24 UHF.
- Ngày 16 tháng 10 năm 2010, phát sóng analog kênh HTV2 trên kênh 30 UHF.
- Năm 2011, lên sóng 2 kênh HTV2 và HTV3 trên kênh 38 UHF.
- Năm 2012, lên sóng kênh D Dramas - VCTV7, BBC World News, và TV5Monde trên kênh 38 UHF và kênh 48 UHF.
- Năm 2013, lên sóng kênh Giải Trí TV - VTVCab1 trên kênh 38 UHF và kênh 21 UHF.
- Ngày 31 tháng 12 năm 2013, Đài được Ủy ban nhân dân thành phố Hải Phòng phê duyệt đề án sản xuất kênh chương trình truyền hình trả tiền THPC theo Quyết định 2616/QĐ-UBND[1]. Kênh THPC được phát sóng trên mạng truyền hình cáp kỹ thuật số của Đài với thời lượng 18/7.
- Năm 2015, ngừng sóng kênh 38 UHF, chấm dứt việc phát sóng kỹ thuật số trên chuẩn DVB-T. Đồng thời ngưng sóng analog kênh HTV2, D Dramas, Giải Trí TV vào ngày 01/07/2015 và kênh HTV9 vào ngày 01/11/2015 theo lộ trình Số hóa truyền hình của Chính phủ.
- Trong lộ trình Số hóa truyền hình, Đài Phát thanh - Truyền hình Hải Phòng là một trong những địa phương thực hiện số hóa sớm cùng với Thành phố Hồ Chí Minh, Hà Nội, Đà Nẵng và Cần Thơ. Vì vậy, Đài đã tham gia góp vốn và trở thành cổ đông của Công ty CP Truyền dẫn - Phát sóng Đồng bằng sông Hồng, nhằm thực hiện số hóa truyền hình chuẩn tín hiệu DVB-T2 các tỉnh Đồng bằng Bắc Bộ.[2]. Hiện tại, RTB đã phủ sóng thử nghiệm tại Hà Nội từ tháng 5 năm 2015, dự kiến tháng 10 năm 2015 sẽ phủ sóng Hải Phòng và cuối năm 2016 phủ sóng toàn bộ Đồng bằng Sông Hồng và vùng lân cận trên 2 kênh tần số 47 và 48.
- Vào khoảng 15h45 ngày 4 tháng 6 năm 2016, kênh phát thanh và truyền hình của Đài đã phải tạm dừng phát sóng đến 19h cùng ngày do một vụ hoả hoạn nghiêm trọng đã xảy ra tại khu vực tầng 9 toà nhà 15 tầng của Đài Phát thanh - Truyền hình Hải Phòng.
- Ngày 6 tháng 12 năm 2016, Đài ra mắt kênh THPTube trên mạng chia sẻ video YouTube [3]
- Ngày 1 tháng 1 năm 2017, Đài Phát thanh - Truyền hình Hải Phòng ra mắt trang thông tin điện tử phiên bản mới tại địa chỉ https://www.thhp.vn Lưu trữ ngày 10 tháng 10 năm 2016 tại Wayback Machine. Phiên bản mới này cho phép các thiết bị cầm tay phổ biến dễ dàng theo dõi các chương trình phát thanh, truyền hình của đài. Ngoài ra, ứng dụng THPLive trên Android và iOS cũng giúp cho việc theo dõi các chương trình của đài được thuận tiện. Cũng vào ngày này, Đài cũng phát sóng thử nghiệm kênh THP chuẩn tín hiệu HD trên kênh tần số 48 của RTB.
- Ngày 16 tháng 1 năm 2017, kênh THP HD chính thức phát sóng trên nhiều hạ tầng truyền hình trong cả nước.
- Ngày 1 tháng 9 năm 2017, Đài đưa vào hoạt động Văn phòng đại diện tại thành phố Hồ Chí Minh.
- Ngày 1/12/2017 đến ngày 31/12/2017, Đài lên sóng thử nghiệm kênh THP+.
- Ngày 1 tháng 1 năm 2018, Kênh Thông tin - Giải trí THP+ chính thức phát sóng trên các hạ tầng truyền hình.[4]
- Tháng 3 năm 2018, Kênh THP+ bắt đầu tiếp sóng Thời sự VTV1.
- Tháng 5 năm 2018, Đài là cổ đông của Công ty Cổ phần Truyền hình số Miền Bắc - DTV.[5]
- Từ ngày 14/6 đến 15/7/2018, kênh THP+ chính thức tiếp sóng kênh VTV3 và VTV6 để tường thuật trực tiếp World Cup 2018.
- Ngày 1 tháng 7 năm 2018, Kênh THP+ lên sóng Truyền hình số Miền Bắc DTV.
- Ngày 1 tháng 9 năm 2020, ứng dụng THPLive phiên bản mới được phát hành trên nền tảng Android và  iOS.
- Ngày 1 tháng 10 năm 2020, thay kênh THP+HD trên kênh 30 UHF của VTC bằng THP HD.
- Từ ngày 1/1/2022, Đài phát sóng hai bản tin tiếng nước ngoài: tiếng Anh và tiếng Trung vào khung giờ: 21:00; 21:10 trên tần số FM 93,7 MHz.
- Từ ngày 23/06/2023, đài chính thức khai trương và đưa vào hoạt động văn phòng đại diện khu vực Tây Nam Bộ.
- Từ 00:00 ngày 15/1/2025, ngừng phát sóng THP HD trên kênh 30 UHF của VTC do đơn vị này dừng hoạt động.
- Từ ngày 13/3/2025, Đài PT-TH Hải Phòng và Báo Hải Phòng chính thức sáp nhập thành Trung tâm Báo chí và Truyền thông thành phố Hải Phòng.
- Từ 01/07/2025: Trung tâm Báo chí và Truyền thông thành phố Hải Phòng hợp nhất với Báo và Đài Phát thanh - Truyền hình Hải Dương thành Báo và phát thanh, truyền hình Hải Phòng. Phát sóng kênh THP3 (thay thế kênh HDTV của Báo và Đài PT-TH Hải Dương cũ).

## Nhạc hiệu và lời xướng
Đầu các chương trình thời sự và đầu buổi phát sóng mỗi ngày trên các kênh phát thanh của Trung tâm đều có phát một đoạn nhạc không lời gọi là "nhạc hiệu" của Trung tâm cùng một câu giới thiệu tên gọi và vị trí của Trung tâm được gọi là "lời xướng" do các phát thanh viên gồm một nam và một nữ lần lượt đọc. Nhạc hiệu của Trung tâm là bài "Thành phố hoa phượng đỏ" của nhạc sĩ Lương Vĩnh, được dùng từ khi thành lập Trung tâm cho đến nay.
Lời xướng của Trung tâm dùng từ buổi phát thanh đầu tiên từ ngày 01/09/1956 - 01/01/1978:
| “ | Đây là Đài Truyền thanh Hải Phòng. | ” |

Lời xướng của Trung tâm dùng từ ngày 01/01/1978 - 01/01/1985:
| “ | Đây là Đài Phát thanh Hải Phòng. | ” |

Lời xướng của Trung tâm dùng từ ngày 01/01/1985 - 13/03/2025:
| “ | Đây là Đài Phát thanh - Truyền hình Hải Phòng. | ” |

Lời xướng của Trung tâm dùng từ ngày 13/03/2025 - nay:
| “ | Đây là Trung tâm Báo chí và Truyền thông thành phố Hải Phòng. | ” |

## Lãnh đạo
- Giám đốc: Phạm Văn Tuấn (nguyên Giám đốc Sở Thông tin và Truyền thông Hải Phòng).
- Phó Giám đốc: 
  1. Nguyễn Ngọc Ánh (nguyên Tổng Biên tập Báo Hải Phòng).
  2. Nguyễn Hồng Dương (nguyên Phó Tổng Biên tập Báo Hải Phòng).
  3. Nguyễn Văn Hải (nguyên Phó Tổng Biên tập Báo Hải Phòng).
  4. Lê Khắc Hiệp (nguyên Phó Tổng Biên tập Báo Hải Phòng).
  5. Lưu Thị Thanh Hà (nguyên Phó Giám đốc Đài Phát thanh và Truyền hình Hải Phòng).
  6. Nguyễn Quang Việt (nguyên Phó Giám đốc Đài Phát thanh và Truyền hình Hải Phòng).

## Các phòng, ban trực thuộc[6]
1. Phòng Thời sự
2. Phòng Chuyên đề
3. Phòng Tổ chức Hành chính
4. Phòng Biên tập Báo In
5. Phòng Biên tập Báo Điện tử và Nội dung số
6. Phòng Sản xuất chương trình
7. Phòng Văn nghệ - Thể thao
8. Phòng Biên tập Truyền hình
9. Phòng Biên tập Phát thanh
10. Phòng Pháp luật - Hộp thư
11. Phòng Dịch vụ
12. Phòng Chương tình quốc tế
13. Phòng Kỹ thuật - Công nghệ
14. Phòng Tài chính
15. Phòng Đạo diễn - Hình ảnh
16. Văn phòng đại diện tại Thành phố Hồ Chí Minh
17. Văn phòng đại diện Khu vực Tây Nam Bộ (tại Thành phố Cần Thơ)
18. Văn phòng đại diện Khu vực Miền Trung - Tây Nguyên (tai Thành phố Đà Nẵng)

## Khen thưởng
- Huân chương Kháng chiến hạng Ba.[cần dẫn nguồn]
- 4 Huân chương Lao động hạng Nhất, Nhì, Ba.[cần dẫn nguồn]
- Huân chương Độc lập hạng Ba.[cần dẫn nguồn]

Chi hội Nhà báo và các Ban biên tập Kinh tế, Văn xã, Xưởng phim truyền hình HFS của Trung tâm Báo chí và Truyền thông thành phố Hải Phòng lần lượt được Thủ tướng Chính phủ nước Cộng hoà Xã hội chủ nghĩa Việt Nam tặng bằng khen. 

## Các kênh

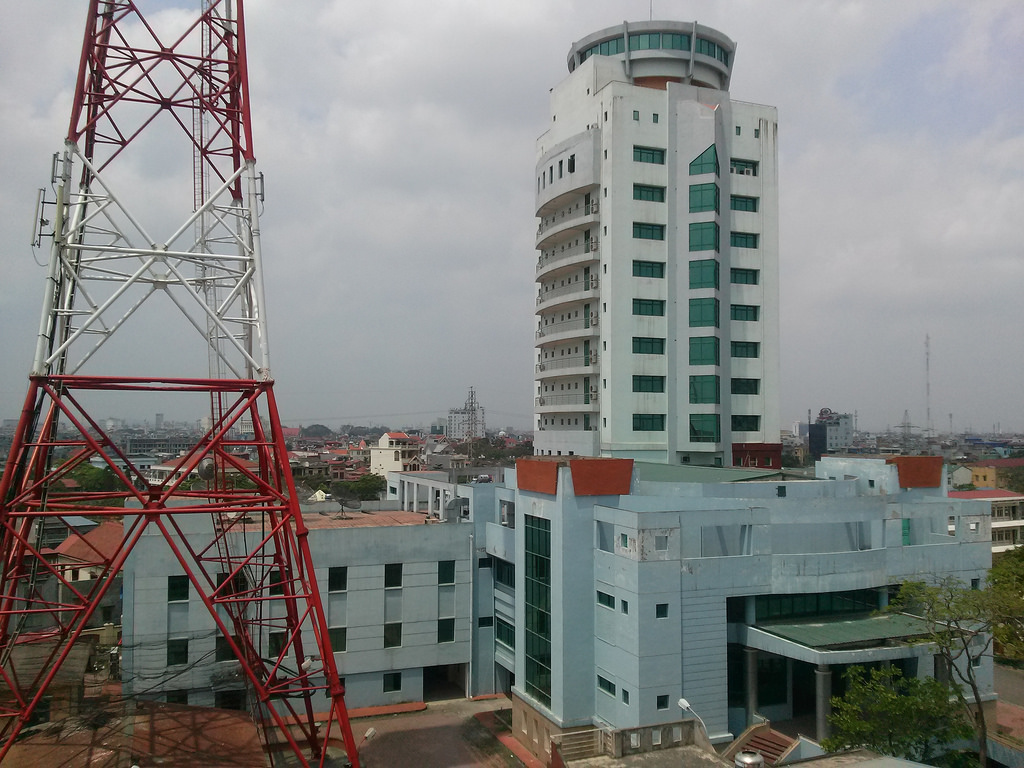
Trung tâm Truyền dẫn - Phát sóng
Báo và phát thanh, truyền hình Hải Phòng

Hiện nay, Báo và phát thanh, truyền hình Hải Phòng đang phát sóng 3 kênh phát thanh và 3 kênh truyền hình.

### Phát thanh
- Kênh phát thanh tổng hợp, phát trên sóng FM tần số 93,7 MHz. Phát sóng từ ngày 1/9/1956.

- Kênh phát thanh chuyên biệt về giao thông, phát trên sóng FM tần số 102,2 MHz. Phát sóng từ ngày 1/4/2017. Thời gian phát sóng từ 05h45 - 20h00 hàng ngày.
- Kênh phát thanh tổng hợp, phát trên sóng FM tần số 104,5 MHz phát sóng từ ngày 1/7/2025, thay thế kênh phát thanh của Báo và Phát thanh - Truyền hình Hải Dương do sự sáp nhập của tỉnh Hải Dương vào thành phố Hải Phòng theo Nghị quyết 202/2025 của Quốc hội khóa XV.

- Vào dịp Tết Nguyên Đán từ 29 Tết (hoặc 28 Tết) đến mùng 5 Tết, cả 3 kênh FM 93,7 MHz, FM 102,2 MHz và FM 104,5 MHz sẽ hòa sóng

### Truyền hình
- Kênh truyền hình Tổng hợp THP phát sóng chuẩn HD từ ngày 16/1/2017 trên hệ thống truyền hình cáp số VTVCab kênh 76[7]; phát sóng số mặt đất DVB-T2 kênh 48 UHF của Công ty DTV, từ 1 tháng 10 năm 2020 phát sóng trên DVB-T2 kênh 30 UHF của VTC thay thế cho kênh THP+ (hiện đã ngừng sóng), phát sóng miễn phí trên vệ tinh Vinasat-1, hệ thống truyền hình cáp tương tự EG khu vực Hải Phòng và kỹ thuật số VTVcab; hệ thống truyền hình cáp tương tự SCTV khu vực Hải Phòng và kỹ thuật số SCTV, DVB-T2 của SCTV; Truyền hình cáp Thành phố Hồ Chí Minh - HTVC; HanoiCab; Truyền hình cáp Sông Thu Đà Nẵng; truyền hình IP, OTT.
- Kênh Thông tin - Giải trí THP+ phát sóng chuẩn HD từ ngày 1/1/2018 trên hệ thống truyền hình cáp tương tự EG khu vực Hải Phòng kênh 41 và kỹ thuật số VTVCab kênh 75[7]; hệ thống truyền hình cáp tương tự SCTV khu vực Hải Phòng và kỹ thuật số SCTV.
- Kênh truyền hình Tổng hợp THP3 phát sóng từ ngày 1/7/2025, thay thế kênh truyền hình của Báo và Phát thanh - Truyền hình Hải Dương do sự sáp nhập của tỉnh Hải Dương vào thành phố Hải Phòng theo Nghị quyết 202/2025 của Quốc hội khóa XV.[8][9]

- Vào dịp Tết Nguyên Đán từ 29 Tết (hoặc 28 Tết) đến mùng 5 Tết, cả 3 kênh THP, THP+ và THP3 sẽ hòa sóng.

## Hệ thống truyền hình qua màn hình LED công cộng
Đặt tại một số điểm: ba màn hình có hai mặt, mỗi mặt 28m²  tại dải trung tâm thành phố Hải Phòng; một màn hình hai mặt, mỗi mặt 8m²  tại ngã tư Lạch Tray - Nguyễn Bình; 01 màn hình  28m² toà nhà 14 tầng, trụ sở của Trung tâm, Ngã 5 Kiến An, Ngã 5 Lê Hồng Phong và đang chuẩn bị lắp đặt ở một số địa điểm quan trọng khác trên địa bàn thành phố Hải Phòng.

## Nội dung phát sóng

### Chương trình Giọng hát hay trên sóng PTTH - Giải Sao Mai
Năm 2017, Trung tâm đầu tư sản xuất chương trình Cuộc thi Giọng hát hay trên sóng Phát thanh – Truyền hình Hải Phòng lần thứ 11 với format và cách thể hiện mới đã thu hút rất nhiều thí sinh trong và ngoài thành phố tham gia. Chương trình được đánh giá là chuyên nghiệp và chất lượng nghệ thuật cao phù hợp với quá trình đổi mới các chương trình PTTH của Trung tâm.

## Logo

Logo THP Hải Phòng từ 1997 - 2016
Logo THP Hải Phòng từ 2017 - nay